# 亞當斯堡 (密西西比州)
亞當斯堡（英語：Fort Adams）是位於美國密西西比州威爾金森縣的非建制地區。

## 歷史
亞當斯堡的郵局於1825年設立，其後於1989年停運。

## 地理
亞當斯堡所處的海拔為高於海平面18米（即59英呎），而該地所採用的時區為UTC-6，即北美中部時區（CST）。同時該地設有夏令時間，為UTC-6調快一小時，即UTC-5（CDT）。